# Argyrotome ferruginea
Argyrotome ferruginea är en fjärilsart som beskrevs av W. Warren 1897. Argyrotome ferruginea ingår i släktet Argyrotome och familjen mätare. Inga underarter finns listade i Catalogue of Life.